# جفاف الملتحمة
جَفاف المُلتحمة (بالإنجليزية: Xerophthalmia)‏ هيَ حالة طِبية ناتِجة عن عَدم قُدرة العين عَلى إَِفراز الدموع بِسبب نَقص فِيتامين A بِشكل رَئيس، وَ يُعتبر هَذا المَرض شائع في المَناطق النامية كَإفريقيا وَ آسيا الجنوبية.

## السبب
قَد يَحدث جَفاف المُلتحمة مَع التَقدم بالعُمر أَو بِسبب نَقص فِيتامين A ، وَفي حالات نَقص فِيتامين A فَإنهـ تَحصل عَملية تَقرن (إِضافة مادة الكيراتين) إِلى الغُدد الدَمعية مِما يُساهم في فُقدان الدُموع وَ بالتالي جَفاف المُلتحمه .

## الأعراض
1. جَفاف مُلتحمة العَين .
2. زيادة سمك ملتحمة العَين .
3. شُعور بالوَخز، الحَكة أَو حُرقة بالعَين .
4. تَشكل مُخاط عَلى شكل خيط حول العَين أَو داخلها.
5. زيادة تجاعيد مُلتحمة العَين .
6. نُقصان حِدة البَصر أو عدم القدرة على الإبصار .
7. إِرهاق العَين بَعد القِراءة، حَتى لَو لِمدة قَصيرة.
8. صُعوبة عند استعمال العَدسات اللاصقة.
9. تَشويش في الرؤية، يَزداد سوءاً في نِهاية اليوم أَو بَعد تَركيز النَظر لِفترة مُتواصلة على نُقطة واحدة.

## المضاعفات
يتسبب جفاف المُلتحمة بتقرّح القَرنية وَفُقدان البَصر مما يُسبب ضرر فادح بِالقرنية لاحقاً فَي حال عدم عِلاجه، وقد يمتد الضرر لِيشمل شَبكية العَين . وَفي حال كان الجَفاف شَديداً، مِن الممكن أََن تنشأ نُدوب (Cicatrices) عَلى سَطح القرنية، قَد تُؤدي لِتشويش النَظر.

## التشخيص
مِن أجل تَشخيص جَفاف المُلتحمه وَقياس كمية الدَمع التي يَتم إِنتاجها، تَتم الاستعانة بطريقة الفحص المُسماة على اسم «شيرمر» (Schirmer's test)، والتي يَتم خِلالها استخدام وَرق فَحص خَاص يُوضع على الجِفن الأَسفل، وَبَعد خَمس دَقائق يَتم فَحص كَمية السائل الدَمعي التي في الوَرق، وَمن خِلال هذا الفَحص، يُمكننا تَشخيص إِذا ما كان سَبب الجَفاف هو نقص كَمية الدَمع.

وَفي فَحص آخر، يتم استخدام عِدة أَلوان تُساعد عَلى تَمييز مُركبات سِائل الدَمع وانتشارها على سَطح العَين، فَبهذه الطَريقة يُمكننا فَحص إِذا ما كانت مُركبات الدَمع مَوجودة بِالنسب الصحيحة بينها، وَإذا ما كانت مُنتشرة بِشكل مُوحد وَمُتجانس عَلى سَطح العَين.

## العلاج
يتمثل عِلاج جَفاف الملتحمة بوسيلتين مختلفتين :
1) تُعالج الأَعراض المُرافقة للحالة المرضية عن طريق :
- استخدام القَطرات العَينية كالمُرطبات .
- استخدام القَطرات المُحتوية على الكورتيزون أو المضادات الحيوية مثل تتراسيكلين أو دوكسيسايكلين.
- زِيادة رُطوبة البَيئة المُحيطة بِاستخدام المُرطبات وتغطية النظارات أثناء الخروج.

2) يُعالج نَقص فِيتامين A المُتسبب في جفاف المُلتحمة عن طريق : تناول الأَطعمة الغنية فِيتامين A أَو المُكملات الغذائية التي تَتركب مِن العديد من الفيتامينات .
3) في حال تقدم الحالة وتسببها بتقرّح القرنية فَإن الحَل الجراحي هوَ الأَمثل لاستعادة المريض لِبصره .

## الوقاية
1. وِقاية العَينين من المُثيرات المُباشرة، مِثل : الريح ، المَواد الكيميائية المُختلفة. وَذلك بِواسطة النَظارات.
2. أَخذ فَترات مِن الاستراحة خِلال أَداء النَشاطات التي تَتطلب تَركيز النَظر بِشكل مُتواصل.
3. وَضع شاشة الحَاسوب في مَكان أَقل ارتفاعاً مِن مُستوى العَينين، وَذلك مِن أَجل تَفادي فَتح الجُفون بِشكل كَبير.
4. التَوقف عَن التَدخين أَو عَدم التَعرض للدُخان.